# La calle junto a la luna
La calle junto a la luna és una pel·lícula en blanc i negre de l'Argentina dirigida per Román Viñoly Barreto sobre la base d'un guió d'Ulyses Petit de Murat que es va estrenar el 25 d'octubre de 1951 i que va tenir com a protagonistes a Narcís Ibáñez Menta, Isabel Pradas i Diana Ingro.

## Argument
La pel·lícula tracta la vida d'Evaristo Carriego, poeta fonamental del tango, i del Buenos Aires del seu temps.